# Grogol (Paliyan)
Grogol is een bestuurslaag in het regentschap Gunung Kidul van de provincie Jogjakarta, Indonesië. Grogol telt 2153 inwoners (volkstelling 2010).